# Bernard d'Étienne
Bernard d'Étienne est un prélat français du XIVe siècle. 

## Biographie
En 1329 a  couru le bruit de la mort de Rossolin. Aussitôt le pape Jean XXII, a nommé pour lui succéder, un ecclésiastique appelé Bernard.  En fait, il ne l'est jamais, car Rossolin ne meurt que plus tard.

## Source
- La France pontificale (Gallia Christiana), Paris, s.d.